# 크리스 제리코
크리스 제리코(Chris Jericho, 1970년 11월 9일 ~ )는 미국의 가수 겸 프로레슬링선수다. 1990년 프로레슬링 입문했으며 별명은 Y2J다. 본명은 크리스토퍼 키스 어빈(Christopher Keith Irvine)이다.국적은 미국과 캐나다 이중국적으로 피니쉬 무브로는 코드 브레이커, 월스 오브 제리코, 라이언 설트, 라이언 테이머 등이 있다. 또한 크리스 제리코는 사상 최초의 WWE 통합 챔피언 (WWE 챔피언과 WCW 챔피언을 동시 보유)이 되기도 하였다.

## 신체 사항
- 키 182cm
- 몸무게 102kg

## 경력
- 1990년 프로레슬링 입문한다.
- 1996년 라이온하트 라는 이름으로 ECW에 데뷔한다.
- 1997년 WCW 크루저웨이트 챔피언에 등극한다.
- 1999년 RAW에 데뷔한다.
- 1999년 WWE 인터컨티넨탈 챔피언에 등극한다.
- 2000년 트리플 H와 대립을 한다.
- 2001년 벤젼스에서 더 락을 이기고 WCW 챔피언에 등극한다.
- 2001년 벤젼스에서 스티브 오스틴을 이기고 WWE 챔피언에 등극과 동시에 사상 최초의 WWE & WCW 통합 챔피언이 되었다.
- 2005년 2005년 섬머슬램에서 존 시나와 경력 vs WWE 챔피언을 놓고 벌인 경기에서 패배 후 해고 당한다.
- 2007년 RAW에서 해고된지 2년 만에 다시 복귀한다.
- 2010년 일리미네이션 체임버에서 승리를 거두고 WWE 월드헤비웨이트 챔피언에 등극한다.
- 2011년 1월 2일 1년 6개월 만에 WWE 복귀
- 2012년 제리코는 RAW에 다시 복귀한다.
- 2012년 일리미네이션 체임버 이후로 CM 펑크와 대립한다.
- 2012년 레슬마니아 28과 익스트림 룰스에서 CM 펑크에게 패하면서 그와의 대립이 끝나게 된다.
- 2012년 브라질 투어에서 악역기믹에 너무 지나치게 몰입한 나머지 브라질 국기를 훼손하여 무기한 출장금지령이 내려짐.(아이러니 하게도 그전에 랜디 오턴과의 대립이 예약되어 있었고 그 후 랜디 오턴이 60일 징계를 당함), 후에 30일 징계로 변경
- 2012년 7월 27일 스맥다운에서 돌프 지글러를 링으로 밀어 내면서 선역으로 전환한다.
- 2012년 선역을 전환 후... 7월 ~ 8월 돌프 지글러랑 대립을 한다.
- 2012년 섬머슬램 2012에서 돌프 지글러를 상대로 탭아웃을 받아내 승리한다. 그러나 다음주 RAW에서 돌프 지글러와의 계약서 매치에서 패배하고 밴드 활동을 시작한다.
- 2013년 로열 럼블 2013에서 2번으로 깜짝 등장하는 동시에 재계약을 맺는다.
- 2013년 3월 ~ 5월까지는 자니 커티스/판당고랑 대립을 했다.
- 2013년 6월 페이백 2013에서 CM 펑크를 대결을 하다 끝내 지게 된다.
- 2013년 6월 ~ 7월까지는 라이백을 대립을 하였으며 스케줄 문제로 WWE에 나오지 않는다.
- 2014년 6월 ~ 8월부터는 브레이 와이어트와 대립을 했다.
- 2014년 8월 ~ 9월부터는 랜디 오턴과 대립을 했다.
- 2016년 3월부터 현재까지 절친 A.J. 스타일스와 함께 Y2AJ라는 팀을 결성해서 더 뉴데이와 WWE 태그팀 챔피언십을 놓고 대립하다 서로간의 배신으로 하루만에 해체되어 악역으로 전환하였다.
- 2016년 4월 WWE 레슬매니아 32 A.J 스타일스하고 경기를 해서 승리를 하였다.
- 2016년 4월 WWE 러에서 하이라이트 릴이라는 세그먼트 도중 딘 앰브로스랑 대립을 시작을 하였다.
- 2016년 5월 WWE 페이백 딘 앰브로스랑 싱글매치를 하였지만 패배를 안고만다.
- 2016년 5월 WWE 익스트림 룰스 어사 일럼 매치에서도 패배를 하였다.
- 2016년 6월 WWE 머니 인 더 뱅크에서 사다리 매치에서 획득을 못했다.
- 2016년 8월 WWE 섬머슬램에서 같은 캐나다 국경 출신인 케빈 오웬스와 합쳐 태그팀으로 결성하게 되어 첫 승리를 갖게 되었다.
- 2016년 12월 RAW에서 케빈 오웬스와의 사이가 멀어진다.
- 2017년 1월 RAW에서 로만 레인즈를 상대로 승리를 거두며 생애 첫 US챔피언에 등극했다.
- 2017년 2월 RAW에서 케빈 오웬스에게 배신당했다.
- 2017년 3월 패스트레인에서 골드버그랑 전 절친 케빈 오웬스와의 wwe 유니버설 챔피언십 경기를 치르는 도중에 제리코가 오웬스를 지게 만들고 유니버설 챔피언십을 잃게 만들어서 1년 만에 다시 선역으로 바뀌었다. 그러나 케빈과 대립 하다가 종결되었다.
- 2017년 4월 2일 진행되었던 레슬매니아33에서 US챔피언십을 잃었다.
- 2017년 4월 30일 진행되었던 페이백에서 케빈 오웬스를 꺾고 통산2회 US 챔피언이 되었다.
- 2017년 5월 2일 스맥다운에서 US 챔피언십을 또 다시 잃었다.
- 2018년 4월 27일 그레이티스트 로얄럼블에서 로얄럼블 매치에 참가를 했으나 실패했다.
- 2018년 8월 WWE와 신일본 프로레슬링에서 모두 인터콘티넨탈 타이틀을 획득한 1호 선수가 된다.
- 2019년 1월 8일 신생단체 올 엘리트 레슬링 로스터에 합류한다.

## 수상
- CRMW 노스 아메리칸 헤비웨이트 챔피언 1회
- CRMW 노스 아메리칸 태그팀 챔피언 2회 - 랜스 스톰
- NWA 월드 미들웨이트 챔피언 1회
- IWA 주니어 헤비웨이트 챔피언 1회
- WAR 인터내셔널 주니어 헤비웨이트 챔피언 1회
- WAR 인터내셔널 주니어 헤비웨이트 태그팀 챔피언 1회 - 게도
- WWA 태그팀 챔피언 1회 - 엘 덴디
- 레슬링 옵저버 뉴스레터 명예의 전당 헌액자 (2010년)
- ECW 월드 텔레비전 챔피언 1회
- WCW 챔피언 2회
- WCW 크루저웨이트 챔피언 4회
- WCW 월드 텔레비전 챔피언 1회
- WWE 챔피언 1회
- WWE 월드 헤비웨이트 챔피언 (구 버전) 3회
- WWE 인터콘티넨탈 챔피언 9회
- WWE 월드 태그팀 챔피언 (구 버전) 5회 - 크리스 벤와 (1회) , 더 락 (1회) , 크리스천 (1회) , 에지 (1회) , 빅 쇼 (1회)
- WWE 태그팀 챔피언 (구 버전) 2회 - 에지 (1회) , 빅 쇼 (1회)
- WWE 유러피언 챔피언 1회
- WWE 하드코어 챔피언 1회
- WWE 유나이티드 스테이츠 챔피언 2회
- WWE 역사상 9번째 3관왕
- WWE 역사상 4번째 그랜드 슬램 달성
- IWGP 인터콘티넨탈 챔피언 1회
- AEW 월드 챔피언 1회
- RoH 월드 챔피언 1회
- FTW 챔피언 1회